# 세베르니섬
세베르니섬(러시아어: о́стров Се́верный)은 노바야제믈랴 제도의 북쪽 섬으로 면적은 48,904 km2이다. 유즈니 섬과는 마토치킨 해협으로 나뉘어 있다.

## 같이 보기
- 러시아의 섬 목록
- 차르 봄바